# Luchthaven Peking Nanyuan
De Luchthaven Peking Nanyuan was tot 2019 in grootte de tweede luchthaven van Peking (Beijing). De luchthaven sloot zijn deuren voor burgerluchtvaart na het vertrek van de laatste vlucht om 22.40h (UTC+8) op 25 september 2019. Het vliegveld ligt 15 kilometer ten zuiden van de stad, in het district Fengtai.
Het was met een opening in 1910 tot de sluiting in 2019 de oudste luchthaven van China. Het was al die tijd voornamelijk een militair vliegveld en werd voor burgerluchtvaart enkel gebruikt door China United Airlines, een maatschappij die van oorsprong een overheidsmaatschappij voor het transport van militairen was. In september 2013 werd nog een nieuwe terminal geopend, waarmee de luchthaven tot zes miljoen passagiers per jaar kon bedienen. In 2017 had de luchthaven 5.953.883 passagiers, tegen 5.586.388 het jaar voordien. Er werd eveneens 23.200 ton vracht getransporteerd en dit alles met 41.340 vliegbewegingen.
Na de sluiting verhuisde China United Airlines met alle vluchten naar de nieuwe luchthaven Daxing International Airport.  De militaire vluchten worden op de site verder gezet, maar vanuit een vliegbasis niet gekoppeld aan de voormalige burgerterminals.